# Zeleni blisk
Zeleni blisk je optični pojav, ki nastane tik po sončnem zahodu in tik pred sončnim vzhodom, če so v ozračju primerni pogoji. Opazimo ga kot zeleni blisk oz. zeleno obarvani zgornji del Sonca. Pojav je redek, pogoj za njegov nastanek je zelo čisto in suho ozračje.

## Zgodovinska opazovanja in razlage
Večina zapisov o zelenem blisku izvira iz novejše zgodovine, vendar obstajajo namigi, da so ga opazovali že stari Egipčani.  Širša javnost je zeleni blisk spoznala leta 1882 v knjigi Zeleni žarek (Le rayon vert) pisatelja Julesa Verna. 
Tekom zgodovine so se pojavljale različne napačne razlage tega pojava. Najpogosteje so ga opazili z ladij, zato so verjeli, da se svetloba obarva zeleno, ker sončni žarki potujejo skozi morje. Seveda se na ta način ne da razložiti bliskov, ki so vidni na kopnem.
Po drugi teoriji naj bi bil zeleni blisk posledica fiziološkega odziva očesa, neke vrste optična prevara. Če dolgo gledamo neko barvo in potem pogledamo belo barvo, vidimo komplementarno barvo prej opazovani. Komplementarna barva rumeno-oranžni je zelena. Na ta način ne moremo razložiti fotografij posnetkov zelenega bliska. Poleg tega lahko zeleni blisk opazimo tudi tik pred sončnim vzhodom.
Pojavila se je še teorija, da so videnja zelenega bliska posledica bolezni jeter, vendar to ne razloži, zakaj ga vidijo tudi zdravi ljudje.
Danes poznamo pravo razlago, kaj je zeleni blisk. Lahko ga razložimo s fizikalnimi pojavi kot so uklon in sipanje svetlobe ter fatamorgana.

## Fizikalno ozadje
To poglavje je povzeto po virih     
Gostota zraka se v zemeljskem ozračju spreminja z nadmorsko višino. Višje plasti zraka so redkejše od spodnjih. Z višino se spreminja tudi lomni količnik zraka, ki je odvisen od gostote zraka. 
Ko sončna svetloba vstopi v ozračje, se po lomnem zakonu lomi proti gostejšemu zraku, torej navzdol. Opazovalec na Zemlji zato vidi predmete na nebu malo višje, kot so v resnici. Pojav je najizrazitejši, ko je predmet nizko na obzorju, saj svetloba takrat opravi najdaljšo pot skozi ozračje. 
V naravi je svetloba večinoma sestavljena iz veliko komponent z različnimi valovnimi dolžinami. Barvo predmeta določajo valovne dolžine komponent svetlobe, ki jo predmet odbije oz. oddaja. 
Lomni količnik snovi se za različne valovne dolžine malo razlikuje, zato se svetloba različnih barv različno lomi na poti skozi ozračje. Ta pojav imenujemo disperzija. Zamislimo si Sonce sestavljeno iz veliko barvnih diskov, ki skupaj oddajajo belo svetlobo. Zaradi disperzije se diski različnih barv med seboj malo zamaknejo. Kadar je Sonce visoko na nebu, so tako blizu skupaj, da jih zaznamo kot en sam disk belo-rumene barve. Kadar je Sonce nizko na obzorju, se diski bolj razmaknejo. Najvišje je moder, nato pa preko zelenega, rumenega in oranžnega preide v rdečega. 
Modra svetloba se v ozračju najbolj siplje (Rayleighovo sipanje). Vodna para v ozračju bolj absorbira rumene in oranžne odtenke, zato v spektru svetlobe, ki pride direktno do naših oči, ostaneta predvsem zelena in rdeča. Zadnji disk, ki ga vidimo preden Sonce zaide, je zelen. Ker so razmiki med diski zelo majhni, pojav težko opazujemo s prostim očesom. 
Kadar je nad segreto površino plast hladnejšega zraka, lahko pride do fatamorgane, ki disk optično raztegne in poveča. V tem primeru lahko vidimo zeleni blisk tudi s prostim očesom.

## Opazovanje
Zeleni blisk je moč opazovati s katerekoli nadmorske višine, vendar jih največkrat vidimo nad oceani oz. morji, kjer je ozračje navadno čisto in suho (brez vlage) in imamo nemoten pogled nad obzorjem. Zeleni blisk se lahko pojavi tudi nad vrhovi gora in ko Sonce zaide za oblake.  Nastane lahko na vseh zemljepisnih širinah, dolžina časa, ko lahko opazujemo ta pojav, pa se spreminja glede na to, kje se nahajamo. Ob ekvatorju sunki redko trajajo dlje kot sekundo, v bližini zemeljskih polov pa lahko trajajo tudi do pol ure. Nastanek zelenega bliska je tesno povezan z razmerami v ozračju. Če je npr. ozračje slojevito, lahko en blisk zaznamo kot zaporedje več bliskov. 
Zeleni blisk lahko opazimo tudi pri Luni, Veneri ali Jupitru.
Zelene bliske najpogosteje opazijo piloti letal, ko letijo v smeri zahoda in si tako podaljšajo čas opazovanja pojava. 

### Kdaj lahko sami opazujemo zeleni blisk
Največ možnosti za opazovanje zelenega bliska je tik pred sončnim zahodom, kadar je ozračje čisto in vsebuje malo vlage. Takrat Sonce zelo svetlo žari. 
Če se Sonce tik pred zahodom obarva temno rdeče, je to znak, da do zelenega bliska ne bo prišlo. Takrat je v zraku zelo veliko vlage, ki absorbira tudi večino zelene svetlobe.
Kljub ugodnim pogojem še ni zagotovila, da bomo zeleni blisk lahko opazili s prostim očesom. Bolj verjetno je, da ga bomo opazili s primernimi optičnimi pripomočki, kot so teleskop ali daljnogled. Pri tem moramo biti pozorni, da nikoli ne gledamo v Sonce skozi daljnogled ali teleskop brez primernega sončnega filtra, saj si lahko trajno poškodujemo vid!